# سیف‌الله لطیف
سیف‌الله لطیف (عربی: سيف الله لطيف؛ زادهٔ ۲۲ آوریل ۲۰۰۰) بازیکن فوتبال اهل سوئیس-تونس است.
وی همچنین در تیم ملی فوتبال تونس بازی کرده‌است.